# Lazar Samardžić
Lazar Samardžić (Berlino, 24 febbraio 2002) è un calciatore serbo con cittadinanza tedesca, centrocampista dell'Atalanta e della nazionale serba.

## Biografia
Nato in Germania, Samardžić ha origini serbe; Nel 2023 ha acquisito la cittadinanza serba, diventando convocabile nella selezione balcanica. Anche il padre Mladen è stato un calciatore.

## Caratteristiche tecniche
Considerato tra i talenti più interessanti della sua generazione, è un centrocampista moderno con spiccate doti offensive, mancino di piede, gioca prevalentemente da trequartista ma talvolta viene impiegato anche come regista o seconda punta. Dotato di una buona visione di gioco, è molto dinamico e predilige un tipo di gioco verticale.
Nel 2019 è stato inserito dal quotidiano inglese The Guardian nella lista dei migliori sessanta calciatori nati nel 2002.

## Carriera

### Club

#### Gli inizi, Hertha Berlino
Cresciuto nel settore giovanile dell'Hertha Berlino, ha esordito in prima squadra il 22 maggio 2020 disputando l'incontro di Bundesliga vinto 4-0 contro l'Union Berlino. Nella stagione 2019-20 totalizza 5 presenze e una rete in seconda squadra e 3 presenza nella prima.

#### RB Lipsia
Il 7 settembre 2020 si trasferisce al RB Lipsia. Nell'arco della stagione però scende in campo solamente 7 volte in campionato e 2 in Coppa di Germania.

#### Udinese
Il 5 agosto 2021 viene ceduto all'Udinese per 3 milioni di euro più una percentuale su una futura rivendita. Il 12 settembre esordisce in Serie A all'81' di Spezia-Udinese sostituendo Gerard Deulofeu, ed 8 minuti dopo realizza il gol vittoria per i friulani. Tuttavia nelle partite successive trova poco spazio. Ottiene più presenze nella seconda parte di stagione nella quale realizza anche il secondo gol in maglia bianconera, nel netto successo per 4-1 sull'Empoli. Nella sua prima stagione in Friuli totalizza 24 presenze (22 in Serie A e 2 in Coppa Italia) e 2 reti.
La sua seconda stagione con l'Udinese inizia nel migliore dei modi, siglando il 4 settembre 2022 il gol del momentaneo 2-0 nel 4-0 per i friulani contro la Roma. La giornata successiva marca nuovamente il cartellino con il secondo gol nel successo per 1-3 contro il Sassuolo.
Nell'estate del 2023 è stato vicino a firmare per l'Inter. Dopo essere giunto a Milano e aver superato le visite mediche, l'accordo è saltato per incomprensioni sulle cifre dell'ingaggio e delle commissioni agli agenti. Chiude la sua esperienza in Friuli dopo aver collezionato 93 presenze nel campionato di Serie A, impreziosite da 13 reti e 8 assist-gol.

#### Atalanta
Il 18 agosto 2024 viene ingaggiato in prestito dall'Atalanta, con diritto di opzione e obbligo di riscatto fissato a 23 milioni di euro. Sette giorni dopo esordisce con gli orobici nella partita in casa del Torino subentrando nella ripresa a Marco Brescianini. Il 19 settembre fa il suo esordio in UEFA Champions League rilevando Ademola Lookman nel finale della partita casalinga contro l'Arsenal, finita 0-0. Il 28 settembre segna la sua prima rete con gli orobici, firmando il pareggio al 90° in casa del Bologna. Il 26 novembre segna la sua prima rete nelle competizioni europee, firmando il definitivo 6-1 degli orobici in casa dello Young Boys. Il 18 dicembre segna la sua prima doppietta in carriera nel successo per 6-1 contro il Cesena negli ottavi di finale di Coppa Italia; sono anche le sue prime reti in suddetta manifestazione.

### Nazionale

#### Nazionali giovanili
Samardžić ha giocato per la Germania a livello Under-17 e Under-19. Nel 2019, ha giocato due partite nelle qualificazioni al Campionato europeo Under-17, contro Bielorussia e Slovenia. Ha poi giocato tutte e tre le partite della fase a gironi del torneo, segnando una volta, ma la squadra non è riuscita ad avanzare alla fase a eliminazione diretta.
Con la Under-19, invece, ha giocato le qualificazioni al Campionato europeo Under-19 del 2020, segnando due volte.

#### Nazionale maggiore
Nel febbraio del 2023, la federazione calcistica serba ha annunciato che Samardžić aveva accettato di rappresentare la nazionale maggiore, da cui ha poi ricevuto la sua prima convocazione il mese successivo, in vista degli incontri di qualificazione al campionato europeo del 2024 con la Lituania e il Montenegro, esordendo nel successo per 2-0 contro la Lituania.
Il 20 marzo 2025 ha realizzato la sua prima rete per la Serbia nel pareggio per 1-1 in Nations League in casa dell'Austria.

## Statistiche
Statistiche aggiornate al 15 agosto 2025.

### Presenze e reti nei club
| Stagione        | Squadra           | Campionato      | Campionato | Campionato | Coppe nazionali | Coppe nazionali | Coppe nazionali | Coppe continentali | Coppe continentali | Coppe continentali | Altre coppe | Altre coppe | Altre coppe | Totale | Totale |
| Stagione        | Squadra           | Comp            | Pres       | Reti       | Comp            | Pres            | Reti            | Comp               | Pres               | Reti               | Comp        | Pres        | Reti        | Pres   | Reti   |
| --------------- | ----------------- | --------------- | ---------- | ---------- | --------------- | --------------- | --------------- | ------------------ | ------------------ | ------------------ | ----------- | ----------- | ----------- | ------ | ------ |
| 2019-2020       | Hertha Berlino II | RL              | 5          | 1          | -               | -               | -               | -                  | -                  | -                  | -           | -           | -           | 5      | 1      |
| 2019-2020       | Hertha Berlino    | BL              | 3          | 0          | CG              | 0               | 0               | -                  | -                  | -                  | -           | -           | -           | 3      | 0      |
| 2020-2021       | RB Lipsia         | BL              | 7          | 0          | CG              | 2               | 0               | UCL                | 0                  | 0                  | -           | -           | -           | 9      | 0      |
| 2021-2022       | Udinese           | A               | 22         | 2          | CI              | 2               | 0               | -                  | -                  | -                  | -           | -           | -           | 24     | 2      |
| 2022-2023       | Udinese           | A               | 37         | 5          | CI              | 2               | 0               | -                  | -                  | -                  | -           | -           | -           | 39     | 5      |
| 2023-2024       | Udinese           | A               | 34         | 6          | CI              | 0               | 0               | -                  | -                  | -                  | -           | -           | -           | 34     | 6      |
| lug.-ago. 2024  | Udinese           | A               | -          | -          | CI              | 1               | 0               | -                  | -                  | -                  | -           | -           | -           | 1      | 0      |
| Totale Udinese  | Totale Udinese    | Totale Udinese  | 93         | 13         |                 | 5               | 0               |                    | -                  | -                  |             | -           | -           | 98     | 13     |
| ago. 2024-2025  | Atalanta          | A               | 31         | 2          | CI              | 2               | 2               | UCL                | 8                  | 1                  | SI+SU       | 1+ -        | 0+ -        | 42     | 5      |
| Totale carriera | Totale carriera   | Totale carriera | 139        | 16         |                 | 9               | 2               |                    | 8                  | 1                  |             | 1           | 0           | 157    | 19     |

### Cronologia presenze e reti in nazionale
| Cronologia completa delle presenze e delle reti in nazionale ― Serbia | Cronologia completa delle presenze e delle reti in nazionale ― Serbia | Cronologia completa delle presenze e delle reti in nazionale ― Serbia | Cronologia completa delle presenze e delle reti in nazionale ― Serbia | Cronologia completa delle presenze e delle reti in nazionale ― Serbia | Cronologia completa delle presenze e delle reti in nazionale ― Serbia | Cronologia completa delle presenze e delle reti in nazionale ― Serbia | Cronologia completa delle presenze e delle reti in nazionale ― Serbia |
| Data                                                                  | Città                                                                 | In casa                                                               | Risultato                                                             | Ospiti                                                                | Competizione                                                          | Reti                                                                  | Note                                                                  |
| --------------------------------------------------------------------- | --------------------------------------------------------------------- | --------------------------------------------------------------------- | --------------------------------------------------------------------- | --------------------------------------------------------------------- | --------------------------------------------------------------------- | --------------------------------------------------------------------- | --------------------------------------------------------------------- |
| 24-3-2023                                                             | Belgrado                                                              | Serbia                                                                | 2 – 0                                                                 | Lituania                                                              | Qual. Euro 2024                                                       | -                                                                     | 72’                                                                   |
| 16-6-2023                                                             | Vienna                                                                | Serbia                                                                | 3 – 2                                                                 | Giordania                                                             | Amichevole                                                            | -                                                                     | 46’                                                                   |
| 10-9-2023                                                             | Kaunas                                                                | Lituania                                                              | 1 – 3                                                                 | Serbia                                                                | Qual. Euro 2024                                                       | -                                                                     | 84’                                                                   |
| 17-10-2023                                                            | Belgrado                                                              | Serbia                                                                | 3 – 1                                                                 | Montenegro                                                            | Qual. Euro 2024                                                       | -                                                                     | 79’                                                                   |
| 15-11-2023                                                            | Lovanio                                                               | Belgio                                                                | 1 – 0                                                                 | Serbia                                                                | Amichevole                                                            | -                                                                     | 67’                                                                   |
| 21-3-2024                                                             | Mosca                                                                 | Russia                                                                | 4 – 0                                                                 | Serbia                                                                | Amichevole                                                            | -                                                                     | 73’                                                                   |
| 25-3-2024                                                             | Larnaca                                                               | Cipro                                                                 | 0 – 1                                                                 | Serbia                                                                | Amichevole                                                            | -                                                                     | 46’                                                                   |
| 4-6-2024                                                              | Vienna                                                                | Austria                                                               | 2 – 1                                                                 | Serbia                                                                | Amichevole                                                            | -                                                                     | 64’                                                                   |
| 8-6-2024                                                              | Solna                                                                 | Svezia                                                                | 0 – 3                                                                 | Serbia                                                                | Amichevole                                                            | -                                                                     | 79’                                                                   |
| 20-6-2024                                                             | Monaco di Baviera                                                     | Slovenia                                                              | 1 – 1                                                                 | Serbia                                                                | Euro 2024 - 1º turno                                                  | -                                                                     | 82’                                                                   |
| 25-6-2024                                                             | Monaco di Baviera                                                     | Danimarca                                                             | 0 – 0                                                                 | Serbia                                                                | Euro 2024 - 1º turno                                                  | -                                                                     | 46’                                                                   |
| 5-9-2024                                                              | Belgrado                                                              | Serbia                                                                | 0 – 0                                                                 | Spagna                                                                | UEFA Nations League 2024-2025 - 1º turno                              | -                                                                     | 74’                                                                   |
| 8-9-2024                                                              | Copenaghen                                                            | Danimarca                                                             | 2 – 0                                                                 | Serbia                                                                | UEFA Nations League 2024-2025 - 1º turno                              | -                                                                     | 64’                                                                   |
| 12-10-2024                                                            | Leskovac                                                              | Serbia                                                                | 2 – 0                                                                 | Svizzera                                                              | UEFA Nations League 2024-2025 - 1º turno                              | -                                                                     | 90+3’                                                                 |
| 15-10-2024                                                            | Cordova                                                               | Spagna                                                                | 3 – 0                                                                 | Serbia                                                                | UEFA Nations League 2024-2025 - 1º turno                              | -                                                                     | 46’                                                                   |
| 15-11-2024                                                            | Zurigo                                                                | Svizzera                                                              | 1 – 1                                                                 | Serbia                                                                | UEFA Nations League 2024-2025 - 1º turno                              | -                                                                     | 72’                                                                   |
| 18-11-2024                                                            | Leskovac                                                              | Serbia                                                                | 0 – 0                                                                 | Danimarca                                                             | UEFA Nations League 2024-2025 - 1º turno                              | -                                                                     | 72’                                                                   |
| 20-3-2025                                                             | Vienna                                                                | Austria                                                               | 1 – 1                                                                 | Serbia                                                                | UEFA Nations League 2024-2025 - Play-off                              | 1                                                                     | 87’                                                                   |
| 23-3-2025                                                             | Belgrado                                                              | Serbia                                                                | 2 – 0                                                                 | Austria                                                               | UEFA Nations League 2024-2025 - Play-off                              | -                                                                     | 83’                                                                   |
| 7-6-2025                                                              | Tirana                                                                | Albania                                                               | 0 – 0                                                                 | Serbia                                                                | Qual. Mondiali 2026                                                   | -                                                                     | 69’                                                                   |
| Totale                                                                |                                                                       | Presenze                                                              | 20                                                                    |                                                                       | Reti                                                                  | 1                                                                     |                                                                       |

| Cronologia completa delle presenze e delle reti in nazionale ― Germania under 21 | Cronologia completa delle presenze e delle reti in nazionale ― Germania under 21 | Cronologia completa delle presenze e delle reti in nazionale ― Germania under 21 | Cronologia completa delle presenze e delle reti in nazionale ― Germania under 21 | Cronologia completa delle presenze e delle reti in nazionale ― Germania under 21 | Cronologia completa delle presenze e delle reti in nazionale ― Germania under 21 | Cronologia completa delle presenze e delle reti in nazionale ― Germania under 21 | Cronologia completa delle presenze e delle reti in nazionale ― Germania under 21 |
| Data                                                                             | Città                                                                            | In casa                                                                          | Risultato                                                                        | Ospiti                                                                           | Competizione                                                                     | Reti                                                                             | Note                                                                             |
| -------------------------------------------------------------------------------- | -------------------------------------------------------------------------------- | -------------------------------------------------------------------------------- | -------------------------------------------------------------------------------- | -------------------------------------------------------------------------------- | -------------------------------------------------------------------------------- | -------------------------------------------------------------------------------- | -------------------------------------------------------------------------------- |
| 3-6-2022                                                                         | Osnabrück                                                                        | Germania under 21                                                                | 4 – 0                                                                            | Ungheria under 21                                                                | Qual. Europeo Under-21 2023                                                      | 1                                                                                | 79’                                                                              |
| 7-6-2022                                                                         | Łódź                                                                             | Polonia under 21                                                                 | 1 – 2                                                                            | Germania under 21                                                                | Qual. Europeo Under-21 2023                                                      | -                                                                                | 61’                                                                              |
| 23-9-2022                                                                        | Magdeburgo                                                                       | Germania under 21                                                                | 0 – 1                                                                            | Francia under 21                                                                 | Amichevole                                                                       | -                                                                                | 84’                                                                              |
| 27-9-2022                                                                        | Sheffield                                                                        | Inghilterra under 21                                                             | 3 – 1                                                                            | Germania under 21                                                                | Amichevole                                                                       | -                                                                                | 74’                                                                              |
| 19-11-2022                                                                       | Ancona                                                                           | Italia under 21                                                                  | 2 – 4                                                                            | Germania under 21                                                                | Amichevole                                                                       | 1                                                                                | 75’                                                                              |
| Totale                                                                           |                                                                                  | Presenze                                                                         | 5                                                                                |                                                                                  | Reti                                                                             | 2                                                                                |                                                                                  |